# 花岡玲
花岡 玲（はなおか れい、1981年7月16日 - ）は、東京生まれ埼玉県出身の女優。愛称は自称「れいち」。所属事務所はケイエムシネマ企画。

## 来歴・人物
東京は下町葛飾区で産まれ、間もなく埼玉に引っ越す。とんねるずの番組を観ていて芸能界に興味を抱く。子役として東京宝映（後の宝映プロダクション）に所属し、近藤真彦と工藤静香主演のドラマ『なんだらまんだら』で子役として初のテレビ出演を果たす。その後、CBCで放送された昼のドラマ『危険な再会』で中原理恵の娘役、『家なき子』では安達祐実の同級生役で出演。高校生の時に『GTO』に出演しているがこの時、事務所的には同期としてやってきた小栗旬と共に鬼塚の生徒役として出演していた。ちょい役ではあるが花岡は京の遊女として小栗は石田三成としてNHK大河ドラマ『天地人』で再び共演する事となった。

## エピソード
- 学生の頃はダンスが好きで、ダンス部（hip hop）を自分で創設し自ら部長として活動する。
- ガマニアエンターテイメント主催のクリック美少女コンテストで準優勝を果たす。
- テレビ朝日の『秘湯ロマン』に出演。春馬♨ゆかりとは所作教室を通してプライベートでも交流がある。
- ミスタードーナツのCMでは相武紗季や玉木宏と共演しているが、このCMは1週間程で急遽オンエアーされなくなった。
- めいほうグループのCMには以前から出演しており「めでたいキングス」編はクライアントの評判がいいのか、通常は1年毎に新CMに切り替わるところ延長され放映されていた。
- 趣味は映画鑑賞。アメリカのテレビドラマを好んで鑑賞し、声優に興味があるのか吹き替え盤で必ず観ている。
- クレヨンしんちゃんの大ファンでしんちゃんグッズには興味津々。
- テレビでの露出は多くは無いがネット上や衛星放送で流れるCMやドラマの出演が多く、最近ではCXの『サキヨミ』や『踊る!さんま御殿!!』の再現VTR等でも見掛けることがある。
- はごろもフーズのCMでの振り付けは短いながらもラッキィ池田の妻にスパルタ指導された。
- 『一億の心に響く物語』でセーラー服を着て女子高生役を演じた際、28歳にして女子高生役をやる自分について「犯罪者です！」とブログで感想を漏らす。

## 出演

### テレビドラマ
- なんだらまんだら（1991年、フジテレビ）
- 危険な再会（1993年、中部日本放送）
- 家なき子（1994年 - 1995年、日本テレビ）
- GTO（1998年、関西テレビ/フジテレビ）
- FILM FACTORY（テレビ東京）
- 西村京太郎の鉄道ミステリー 江ノ電の中の目撃者（2008年、旅チャンネル）
- 天地人（2009年6月15日、NHK） - 遊女 役
- NHK大河ドラマ 龍馬伝（2010年4月11日・25日、NHK） - 芸妓 役
- 天使と悪魔-未解決事件匿名交渉課- 第5話（2015年5月8日、テレビ朝日） - 伊原智子 役

### バラエティその他
- 秘湯ロマン（2007年、テレビ朝日）
- 人生が変わる1分間の深イイ話（2008年 - 2010年、日本テレビ）
- 踊る!さんま御殿!!（2008年 - 2010年、日本テレビ）
- サキヨミLIVE（2008年、フジテレビ）
- 中居正広の金曜日のスマたちへ（TBS） - 赤エキストラ
- 夢いっぱい!東京ディズニーリゾート（2010年、旅チャンネルほか）
- アスリート感動劇場 1億の心に響く物語（2010年4月14日、テレビ東京） - 岩隈投手の妻 役

### 映画
- 俺は、君のためにこそ死ににいく（2007年） - なでしこ隊
- 黒帯 KURO-OBI（2007年）

### ラジオ
- Fm yokohama リポーター

### CM
- 中部電力 オール電化バーチャル探検隊
- タマホーム（CS放送のみで放送中）
- めいほうグループ（2007年 - 2008年、東海・沖縄・札幌地区）
- ミスタードーナツ（2008年）
- 富士典礼（2008年 - 2010年、テレビ東京）
- ダイエー「歳末特別」篇（2009年）
- アイフルホーム（2009年 - 2010年）
- キリン一番搾り（2009年）
- はごろもフーズ「のっけパスタ和風」篇（2010年）
- 日本マクドナルド ハッピーセット（2010年）
- ダイエー「桜満開セール」篇（2010年）